# کلود بورگار
کلود بورگار (فرانسوی: Claude Bourquard‎; ۵ مارس ۱۹۳۷ – ۲۳ مهٔ ۲۰۱۱) شمشیرباز اهل فرانسه بود.
وی در مسابقات کشوری و بین‌المللی در مجموع برندهٔ ۱ مدال برنز شده‌است.